# Muhyiddin Yassin
Muhyiddin Yassin, né le 15 mai 1947, est un homme d'État malaisien, Premier ministre de 2020 à 2021.
Le 17 juin 2022, Muhyiddin a nié avoir reçu 1,3 million de RM d'un responsable administratif d'Ultra Kirana Sdn Bhd (UKSB).

## Jeunesse et formation
Muhyiddin a grandi dans la péninsule de Johor et est devenu fonctionnaire au terme de ses études à l’université de Malaisie. Il a occupé des postes de direction dans diverses compagnies nationalisées.

## Parcours politique

### Député puis ministre
Il se lance en politique dans les années 1970 : d'abord élu député de la circonscription de Pagoh aux élections générales de 1978, il a été nommé vice-Premier ministre chargé des Territoires puis secrétaire délégué au Commerce et à l'Industrie. En tant que responsable du Parti indigène uni malaisien (UMNO, parti unique) à Johor, il a été ministre-président de Johor entre 1986 et 1995.
Porté au niveau national au terme des élections générales de 1995, il exerce les fonctions de ministre de la Jeunesse et des Sports au sein du cabinet Mahathir Mohamad. Réélu aux élections générales de 1999, il est nommé ministre du Commerce, de la Coopération et de la Consommation et devient vice-président du Parti indigène uni malaisien en 2000. Au sein du gouvernement Abdullah Ahmad Badawi, Muhyiddin a été ministre de l'Agriculture (2004–2008) puis ministre du Commerce extérieur et de l'Industrie (2008–2009).

### Vice-Premier ministre
En 2008, il concourt pour la présidence du parti et est nommé vice-Premier ministre (ce qui, dans l'ordre protocolaire malais, correspond au 3e personnage de l'État) et ministre de l’Éducation par le Premier ministre Najib Razak l'année suivante. À ce dernier poste, Muhyiddin met un terme à l'usage de l'anglais dans l'enseignement universitaire scientifique ; mais peu après, provoqué par l'opposition, il déchaîne une controverse en se déclarant « plutôt malais que malaisien. » Après avoir reproché au chef du gouvernement sa gestion des Scandale de 1Malaysia Development Berhad, il est démis de ses fonctions lors du remaniement ministériel de mi-mandat de Najib, au mois de juillet 2015, (une première dans le pays), puis il est exclu de l'UMNO au mois de juin 2016.

### Ministre de l'Intérieur
Il est ministre de l'Intérieur de 2018 à 2020.

## Premier ministre (2020-2021)
Mahathir Mohamad démissionne le 24 février 2020, au lendemain de l'effondrement de sa coalition et d'une tentative de son parti de renverser son gouvernement et de former un nouveau gouvernement avec l'appui de l'UMNO et d'empêcher ainsi Anwar Ibrahim de devenir Premier ministre. Le roi reçoit ensuite un à un les députés, pour trouver celui qui possède le soutien de la majorité d'entre eux. Mahathir Mohamad propose un gouvernement d'union. De son côté, Anwar Ibrahim réclame lui aussi de former le prochain gouvernement. Les deux hommes ayant échoué à former un gouvernement, et après avoir échoué à reformer leur coalition, Muhyiddin Yassin est finalement nommé Premier ministre avec le soutien de l'UMNO et du Gagasan Sejahtera. Yassin prête serment le 1er mars en dépit de la demande de Mahathir Mohamad de la tenue d'une réunion du Parlement pour que son successeur prouve qu'il dispose d'une majorité.
Le pays s'enfonce à l'été 2021 dans une crise politique, alors que l'impopulaire Premier ministre Muhyiddin Yassin a instauré l'état d'urgence (en) le 12 janvier, lui permettant de geler l’activité du Parlement et de gouverner par décret. Des manifestations d'étudiants se produisent également pour  demander un moratoire sur les prêts étudiants alors que le taux de chômage des jeunes est élevé (13,5 % en janvier 2021, contre 10 % en janvier 2020) et que l’État ne propose pas d'aide sociale,. La perte du soutien de son parti, l'UMNO, qui appelle publiquement à sa démission en juillet le met dans une situation extrêmement délicate. Incapable de trouver de nouveaux soutiens au parlement (dont l'activité a repris avec la levée de l'état d'urgence le 1er août), son gouvernement remet sa démission au roi Abdullah Shah, le 16 août 2021.
Dans un discours télévisé, Muhyiddin a attaqué ses adversaires au sein de sa propre coalition. « J’aurais pu emprunter la voie la plus facile en passant outre mes principes afin de rester premier ministre, mais cela n’a pas été mon choix, a-t-il déclaré. Je ne travaillerai jamais avec des kleptocrates ». Muhyiddin a affirmé que plusieurs députés qui lui avaient retiré leur soutien, dont l’ex-dirigeant Najib Razak, impliqué dans le vaste scandale de corruption 1MDB, l’ont sanctionné pour avoir refusé de faire annuler les poursuites à leur encontre.
Ismail Sabri Yaakob lui succède le 21 août 2021.

## Controverses

### Litige sur le nom légal
Le 2 avril 2021, le tribunal de Shah Alam a annulé une ordonnance de détention préventive signée par lui alors qu'il était ministre de l'Intérieur parce qu'il avait signé l'ordonnance en utilisant son nom non officiel, Muhyiddin bin Mohd. Yassin au lieu de son nom légal/nom de naissance, Mahiaddin bin Md. Yasin,.

### Accusations de corruption
Le 17 juin 2022, un témoin David Tan Siong Sun a déclaré à la Haute Cour qu'Ultra Kirana Sdn Bhd (UKSB) avait donné 1,3 million de RM de fonds au ministre de l'Intérieur de l'époque, Muhyiddin, en 2018,,,. Muhyiddin nie les allégations, affirmant qu'il était soigné pour un cancer dans un hôpital à l'étranger au moment des allégations,,.

### Scandale Jana Wibawa
Le 9 mars 2023, l'agence malaisienne de lutte contre la corruption a arrêté Muhyiddin et a déclaré qu'elle l'accuserait de multiples chefs d'accusation de corruption,,. Les accusations sont liées au scandale Jana Wibawa. Le 10 mars, Muhyiddin a été giflé de quatre chefs d'abus de pouvoir devant le tribunal des sessions, impliquant un total de 232,5 millions de RM en gratification. Il a été libéré sous caution de RM2mil avec deux cautions. C’est le second Premier ministre malaisien à être inculpé pour corruption, après l’ex-dirigeant Najib Razak.